# Bad Hindelang
Bad Hindelang település Németországban, azon belül Bajorországban. Lakosainak száma 5427 fő (2023. december 31.). Bad Hindelang Oberstdorf, Hinterhornbach, Weißenbach am Lech, Tannheim, Zöblen, Schattwald, Wertach, Sonthofen és Jungholz községekkel határos.

## Népesség
A település népessége az elmúlt években az alábbi módon változott:
| Lakosok száma | 2003 | 5157 | 5054 | 4648 | 4863 | 4959 | 5047 | 5112 | 5255 | 5427 |
|               | 1875 | 1950 | 1975 | 1987 | 2012 | 2014 | 2016 | 2017 | 2021 | 2023 |